# Matthias Blazek
Matthias Blazek (ur. 1966 w Celle) – niemiecki dziennikarz i lokalny historyk.
Jego przodkowie pochodzili z Rajkowy. Blazek napisał książkę o Prusach Zachodnich i książkę na temat niemieckiego kata.

## Życiorys
Młodość spędził w Hanowerze gdzie w 1987 w Lutherschule zdał maturę. Od 1987 do 1999 roku pełnił funkcję w łączności niemieckiej Bundeswehry, włączając pięć lat w niemieckiej bazie wojskowej we francuskim Fontainebleau od 1994 do 1999. Od 1999 do 2002 studiował na uczelni zawodowej w Hildesheim. Obecnie mieszka z żoną i trójką dzieci w Adelheidsdorf.
Od 2001 pełni dobrowolnie funkcję radnego. Od stycznia 2013 roku jest przewodniczącym grupy Związek 90/Zieloni w Samtgemeinderat i drugim zastępcą burmistrza Adelheidsdorf.
Od 1997 roku napisał wiele książek historycznych i artykułów naukowych. 2007 do 2008 był redaktorem naczelnym gazety Celler Blickpunkt. Jego artykuły często pojawiają się również w gazecie Cellesche Zeitung, zwłaszcza w specjalnym dodatku Sachsenspiegel.

## Dzieła
- Dörfer im Schatten der Müggenburg. Celle 1997.
- L’Histoire des Sapeurs-Pompiers de Fontainebleau. Fontainebleau 1999.
- Die Geschichte der Bezirksregierung Hannover im Spiegel der Verwaltungsreformen. Ibidem, Stuttgart 2004, ISBN 3-89821-357-9.
- Hexenprozesse – Galgenberge – Hinrichtungen – Kriminaljustiz im Fürstentum Lüneburg und im Königreich Hannover. Ibidem, Stuttgart 2006, ISBN 3-89821-587-3.
- Das niedersächsische Bandkompendium 1963–2003. Celle 2006, ISBN 978-3-00-018947-0.
- Das Löschwesen im Bereich des ehemaligen Fürstentums Lüneburg von den Anfängen bis 1900. Adelheidsdorf 2006, ISBN 978-3-00-019837-3.
- Das Kurfürstentum Hannover und die Jahre der Fremdherrschaft 1803–1813. Ibidem, Stuttgart 2007, ISBN 3-89821-777-9.
- 75 Jahre Niedersächsische Landesfeuerwehrschule Celle 1931–2006. Celle 2007, ISBN 978-3-00-019333-0.
- Celle – Neu entdeckt. Schadinsky, Celle 2007, ISBN 978-3-9812133-0-0.
- Geschichten und Ereignisse um die Celler Neustadt. Stadt Celle, Celle 2008, ISBN 978-3-00-019698-0.
- Die Hinrichtungsstätte des Amtes Meinersen. Ibidem, Stuttgart 2008, ISBN 978-3-89821-957-0.
- Haarmann und Grans – Der Fall, die Beteiligten und die Presseberichterstattung. Ibidem, Stuttgart 2009, ISBN 978-3-89821-967-9.
- Carl Großmann und Friedrich Schumann – Zwei Serienmörder in den zwanziger Jahren. Ibidem, Stuttgart 2009, ISBN 978-3-8382-0027-9.
- Unter dem Hakenkreuz: Die deutschen Feuerwehren 1933–1945. Ibidem, Stuttgart 2009, ISBN 978-3-89821-997-6.
- Wathlingen – Geschichte eines niedersächsischen Dorfes. Band 3. Wathlingen 2009, ISBN 978-3-00-027770-2.
- Scharfrichter in Preußen und im Deutschen Reich 1866–1945. Ibidem, Stuttgart 2010, ISBN 978-3-8382-0107-8.
- Die Geschichte des Feuerwehrwesens im Landkreis Celle. Ibidem, Stuttgart 2010, ISBN 978-3-8382-0147-4.
- Im Schatten des Klosters Wienhausen – Dörfliche Entstehung und Entwicklung im Flotwedel, ausgeführt und erläutert am Beispiel der Ortschaften Bockelskamp und Flackenhorst. Ibidem, Stuttgart 2010, ISBN 978-3-8382-0157-3.
- Die Anfänge des Celler Landgestüts und des Celler Zuchthauses sowie weiterer Einrichtungen im Kurfürstentum und Königreich Hannover 1692–1866. Ibidem, Stuttgart 2011, ISBN 978-3-8382-0247-1.
- Die Grafschaft Schaumburg 1647–1977. Ibidem, Stuttgart 2011, ISBN 978-3-8382-0257-0.
- „Herr Staatsanwalt, das Urteil ist vollstreckt.” Die Brüder Wilhelm und Friedrich Reindel – Scharfrichter im Dienste des Norddeutschen Bundes und Seiner Majestät 1843–1898. Ibidem, Stuttgart 2011, ISBN 978-3-8382-0277-8.
- „Wie bist du wunderschön!” Westpreußen – Das Land an der unteren Weichsel. Ibidem, Stuttgart 2012, ISBN 978-3-8382-0357-7.
- Die Schlacht bei Trautenau – Der einzige Sieg Österreichs im Deutschen Krieg 1866. Ibidem, Stuttgart 2012, ISBN 978-3-8382-0367-6.
- Die Geschichte des Hamburger Sportvereins von 1887: 125 Jahre im Leben eines der populärsten Fußballvereine. Mit einem besonderen Blick auf die Vorgängervereine, die Frühzeit des Hamburger Ballsports und das Fusionsjahr 1919. Ibidem, Stuttgart 2012, ISBN 978-3-8382-0387-4.
- Seeräuberei, Mord und Sühne – Eine 700-jährige Geschichte der Todesstrafe in Hamburg 1292–1949. Ibidem, Stuttgart 2012, ISBN 978-3-8382-0457-4.
- Die geheime Großbaustelle in der Heide – Faßberg und sein Fliegerhorst 1933–2013. Ibidem, Stuttgart 2013, ISBN 978-3-95538-017-5.
- The Mamas and The Papas – Flower-Power-Ikonen, Psychedelika und sexuelle Revolution. Ibidem, Stuttgart 2014, ISBN 978-3-8382-0577-9.
- Die Jagd auf den Wolf – Isegrims schweres Schicksal in Deutschland. Beiträge zur Jagdgeschichte des 18. und 19. Jahrhunderts. Ibidem, Stuttgart 2014, ISBN 978-3-8382-0647-9.
- Großmoor. Adelheidsdorf 2014, ISBN 978-3-00-045759-3.